# Mari Takano

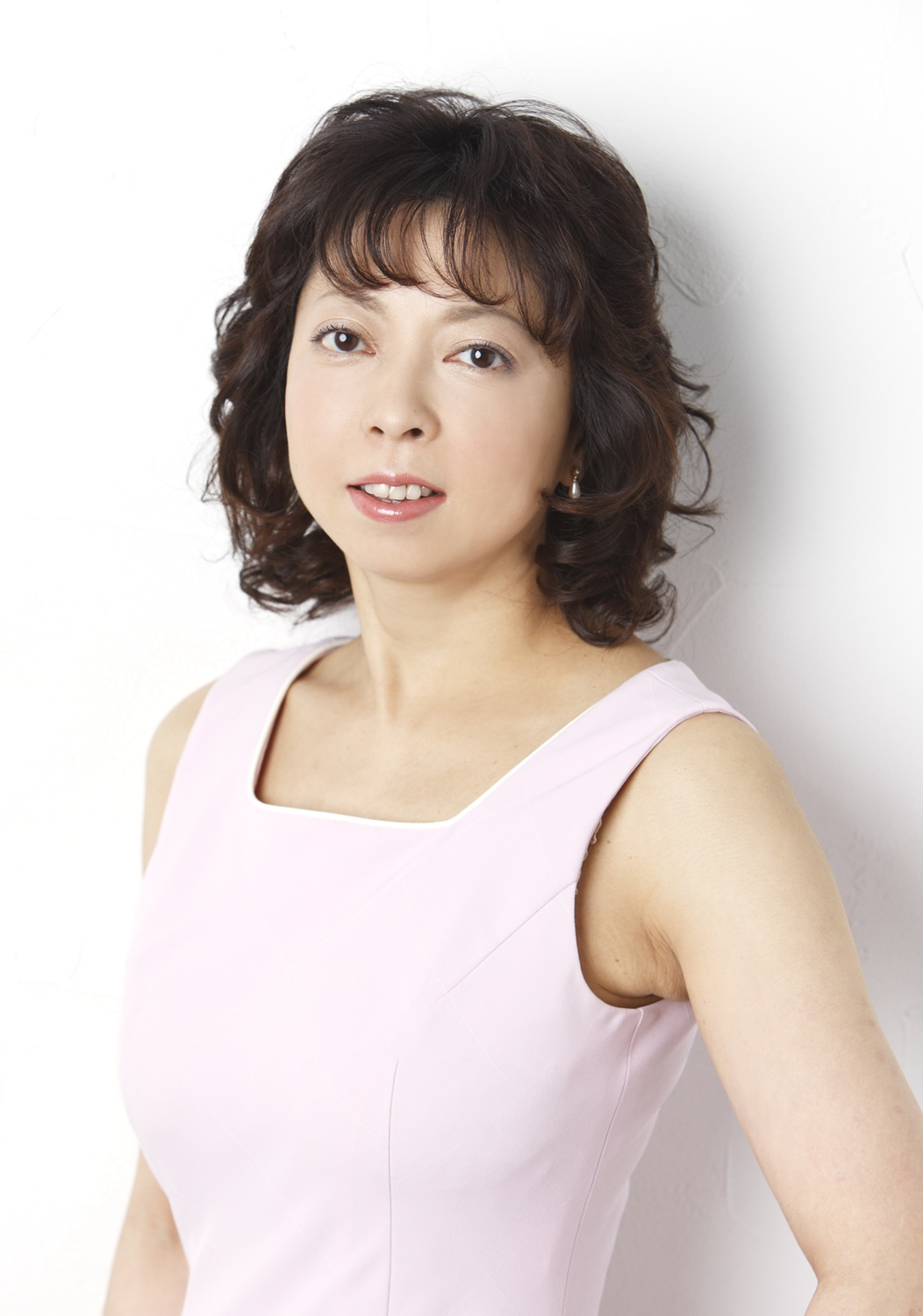
Mari Takano

Mari Takano (jap. たかの 舞俐, eigentlich: 高野 眞理, Takano Mari; * 10. Februar 1960 in Tokio) ist eine japanische Komponistin.

## Leben
Nach Abschluss des Studiums an der Tōhō-Gakuen-Musikhochschule bei Mutsuo Shishido im Jahr 1983 studierte sie an der Staatlichen Hochschule für Musik Freiburg bei Brian Ferneyhough (Diplom 1987) und an der Hochschule für Musik und darstellende Kunst Hamburg bei György Ligeti. Danach arbeitete sie als freie Komponistin und Pianistin, u. a. als Gründungsmitglied von Hamburg Consort/Chaosma (unter Leitung von Manfred Stahnke), zusammen mit Hans Peter Reutter, Sidney Corbett, Hubertus Dreyer und anderen. Seit 1994 lebt sie wieder in ihrer Heimat Tokio, wo sie seit 1997 als Dozentin am Toho-Junior College für Musik lehrt.
Mari Takanos Werke wurden mit verschiedenen Preisen ausgezeichnet, darunter dem Preis der Mainichi-Zeitung und des NHK-Rundfunks Japan 1980, dem Irino-Preis für junge Komponisten 1982, dem Förderpreis der Stadt Stuttgart und dem 1. Preis des Internationalen Kompositionswettbewerbes Ancona (Italien). Mari Takano erhielt u. a. Aufträge der Stadt Hamburg, der amerikanischen Botschaft Tokio und der Stadt Kanagawa.
Mari Takanos Werke sind, besonders seit Women’s Paradise (1988–1991), mindestens ebenso von ethnischer Musik, Popmusik, Jazz und Renaissance geprägt wie von den Traditionen der Neuen Musik.
Zwei CDs mit Werken der Komponistin sind bei BIS erschienen (BIS 1238, Women’s Paradise und BIS 1453, LigAlien).